# Archidiecezja Bukaresztu

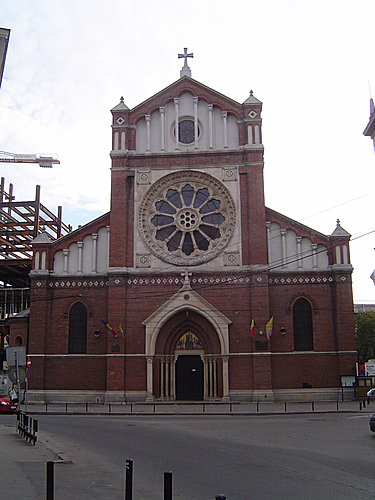
Katedra w Bukareszcie

Archidiecezja Bukaresztu (łac.: Archidioecesis Bucarestiensis, rum.: Arhiepiscopia de București) – katolicka archidiecezja rumuńska położona w południowej części kraju, obejmująca swoim zasięgiem terytorium historycznej Wołoszczyzny. Siedziba arcybiskupa znajduje się w katedrze św. Józefa w Bukareszcie.

## Historia
Katolicyzm na teren Rumunii przenikał na terytorium obecnej Rumunii za pośrednictwem Węgier. W 1591 r. papież Sykstus V utworzył pierwszą wołoską diecezję w Curtea de Argeș, została ona zlikwidowana kilkanaście lat później po najeździe Turków, a jej siedziba przeniesiona do Bakowa na początku XVII w. Obejmowała ona swoim zasięgiem terytorium: Wołoszczyzny, Mołdawii i Besarabii. W 1621 r. została podporządkowana metropolii lwowskiej. Biskupami byli przeważnie Polacy. Wraz z upadkiem państwa polskiego w 1795 r. diecezja zanikła przy zmianach granic metropolii lwowskiej w 1818 r., a jej parafie podlegały pod katolicki patriarchat w Konstantynopolu. W 1870 r. wydzielono z niego wikariat apostolski Wołoszczyzny.
W 1881 r. zjednoczona Rumunia została proklamowana królestwem, co oznaczało ostateczne uzyskanie niepodległości przez ten kraj. W związku z tym Kuria papieska poczynił pewne kroki na rzecz budowy samodzielnej struktury organizacyjnej młodego Kościoła katolickiego w Rumunii. 27 kwietnia 1883 r. papież Leon XIII konstytucją apostolską Praecipuum munu przekształcił dotychczasowy wikariat w pełnoprawną archidiecezję bukareszteńską, wyznaczając ją na siedzibę metropolii z Wikariatem apostolskim Marcianopolis jako sufraganią.
5 czerwca 1930 na mocy konkordatu zawartego między rządem rumuńskim, a Watykanem każdorazowy metropolita bukareszteński uzyskał tytuł prymasa Rumunii.

## Biskupi
- ordynariusz - abp Aurel Percă
- biskup pomocniczy - bp Cornel Damian

## Podział administracyjny
W skład archidiecezji bukareszteńskiej wchodzi obecnie 66 parafii, zgrupowanych w 6 dekanatach

### DekanatBukareszt-Północ
- Parafia katedralna św. Józefa, Bukareszt
- Parafia Najświętszej Maryi Łaski Pełnej, Bukareszt
- Parafia Matki Bożej, Popești-Leordeni
- Parafia francuska "Sacré Cœur", Bukareszt
- Parafia św. Antoniego z Padwy
- Parafia św. Franciszka z Asyżu
- Parafia św. Apostołów Piotra i Pawła, Bukareszt
- Parafia św. Józefa Robotnika, Buftea

### Dekanat Bukareszt-Południe
- Parafia Najświętszego Odkupiciela, Bukareszt
- Parafia św. Anny, Bukareszt
- Parafia Świętego Krzyża, Bukareszt
- Parafia św. Heleny, Bukareszt
- Parafia św. Teresy od Dzieciątka Jezus, Bukareszt
- Parafia Matki Płaczącej, Bukareszt
- Parafia Matki Boskiej, Bukareszt
- Parafia Wniebowzięcia NMP, Bukareszt
- Parafia św. Jeremiasza z Wołoszczyzny, Chitila
- Parafia Matki Bożej, Popești-Leordeni
- Parafia Nawiedzenia, Giurgiu

### DekanatBrăili
- Parafia Wniebowzięcia NMP, Brăila
- Parafia św. Józefa, Buzău
- Parafia Nawiedzenia, Călărași
- Parafia św. Łucji dla wiernych pochodzenia włoskiego, Grecy
- Parafia Zwiastowania NMP, Râmnicu Sărat
- Parafia Niepokalanego Serca NMP, Romanu
- Parafia św. Jeremiasza z Wołoszczyzny, Slobozia
- Parafia Krzyża Świętego, Țepeș-Vodă

### DekanatKonstancy
- Parafia św. Jana Chrzciciela, Cernavodă
- Parafia św. Antoniego z Padwy, Konstanca
- Parafia św. Andrzeja Apostoła, Mangalia
- Parafia św. Heleny, Medgidia
- Parafia św. Antoniego z Padwy, Mihail Kogălniceanu
- Parafia św. Jeremiasza w Wołoszczyzny, Năvodari
- Parafia Wniebowzięcia NMP, Oituz
- Parafia Św. Michała Archanioła, Tulcea

### DekanatKrajowej
- Parafia św. Antoniego z Padwy, Brezoi
- Parafia Niepokalanego Serca NMP, Caracal
- Parafia Wszystkich Świętych, Krajowa
- Parafia Niepokalanego Poczęcia, Drobeta - Turnu Severin
- Parafia św. Jana Chrzciciela, Motru
- Parafia św. Apostołów Piotra i Pawła, Pitești
- Parafia św. Antoniego z Padwy, Râmnicu Vâlcea
- Parafia Narodzenia Najświętszej Maryi Panny, Slatina
- Parafia św. Jana Kapistrana, Târgu Jiu

### DekanatPloiești
- Parafia św. Antoniego z Padwy, Câmpina
- Parafia św. Jakuba Apostoła, Câmpulung-Muscel
- Parafia św. Mikołaja, Curtea de Argeș
- Parafia Chrystusa Króla, Ploiești
- Parafia Świętych Aniołów Stróżów, Ploiești
- Parafia Wniebowzięcia NMP, Predeal
- Parafia św. Łucji, Pucioasa
- Parafia Najświętszego Serca Pana Jezusa, Sinaia
- Parafia św. Franciszka z Asyżu, Târgoviște

## Główne świątynie
- Katedra św. Józefa w Bukareszcie

## Patroni
- św. Józef - opiekun Jezusa, mąż Najświętszej Maryi Panny